# Dương Phố
Dương Phố (tiếng Trung: 虹口区, Hán Việt: Dương Phố khu) là một quận của thành phố trực thuộc trung ương Thượng Hải, Cộng hòa Nhân dân Trung Hoa. Đây là một quận nội thành của Thượng Hải. Quận này có diện tích 60,73 km2, dân số năm theo điều tra dân số năm 2000 là 1.234.800 người.